# 경향게임스
<경향게임스>는 지난 2001년 최초의 타블로이드형 게임 주간 신문으로 발행을 시작해, 게임산업 전반에 걸친 심도 있는 기사를 기획하고 취재하면서 독자 여러분들에게 사랑을 받으며 성장했다. 지면 매체의 한계점을 보완하고자, 지난 2003년 웹진을 창간해 발빠른 소식을 전달하고자 노력하고 있다.
주간 신문인 <경향게임스>는 지난 2021년 12월, 창간 20주년 특집호 발행을 끝으로, 휴간인 상황이다. 현재 모든 기사 역량을 웹에 집중하고 있다.
취재분야는 게임산업 전반에 걸친 뉴스와 콘텐츠 리뷰, 글로벌 시장 분석, e스포츠 등이 있으며 게임사들의 실적 분석 등 산업 관련 경제 뉴스까지 커버하고 있다. 최근에는 블록체인과 인공지능 등 새로운 IT산업군으로 기사 영역을 확대하고 있다. 특히, 블록체인산업 전문기자가 국내뿐만 아니라, 글로벌 소식을 신속 정확하게 전하고 있다.

## 연혁
- 2001년 12월 : 국내 최초 타블로이드형 게임전문 주간신문 <경향게임스> 발행
- 2003년 5월 : <경향게임스> 웹진 창간
- 2005년 ~ 2012년 : 랭키닷컴 게임전문지 부문 1위 랭크
- 2008년 ~ 2013년 : 시사저널 선정 게임분야 영향력 1위 매체
- 2012년 ~ 2019년 : 지스타 공식신문 ‘G-star Daily’ 제작
- 2015년 11월 : 국내 최초 가상현실 전문 웹진 <VRN> 창간
- 2017년 2월 20일 : 지령 700호 <경향게임스> 발행
- 2017년 12월 : 영상플랫폼 막간TV 론칭 (tv.naver.com/vangogh)
- 2018년 2월 2일 : 자사 전문 웹진 통합 서비스 실시
- 2020년 9월 : 네이버 뉴스검색 제휴

## 같이 보기
- 경향신문 (1906년) - 경향잡지
- 문화방송